# Михальчина-Слобода
Михальчина-Слобода — село в Україні, у Новгород-Сіверській міській громаді Новгород-Сіверського району Чернігівської області. До 2020 орган місцевого самоврядування — Михальчино-Слобідська сільська рада.
Населення становить 389 осіб.

## Географія
Селом протікає річка Рогізка, права притока Десни.
За 3 км на північ знаходиться кордон із РФ.

## Історія
За даними на 1859 рік у власницькому містечку Новгород-Сіверського повіту Чернігівської губернії мешкало 2006 осіб (352 чоловічої статі та 359 — жіночої), налічувалось 93 дворових господарства, існувала православна церква.
Станом на 1886 у колишньому державному й власницькому містечку Кам'янсько-Слобідської волості мешкало 746 осіб, налічувалось 154 дворових господарства, існували православна церква й постоялий будинок.
За даними на 1893 рік у поселенні мешкало 902 особи (453 чоловічої статі та 449 — жіночої), налічувалось 233 дворових господарства.
За переписом 1897 року кількість мешканців зросла до 1119 осіб (561 чоловічої статі та 558 — жіночої), з яких 1098 — православної віри.
12 червня 2020 року, відповідно до розпорядження Кабінету Міністрів України № 730-р «Про визначення адміністративних центрів та затвердження територій територіальних громад Чернігівської області», увійшло до складу Новгород-Сіверської міської громади.
19 липня 2020 року, в результаті адміністративно - територіальної реформи та ліквідації колишнього Новгород-Сіверського району, село увійшло до новоствореного Новгород-Сіверського району Чернігівської області.
Поблизу села розташований гідрологічний заказник місцевого значення Михальчино-Слобідський.

### Війна з Росією 2022
24 лютого 2022 року село окупували ЗС Росії.
21 березня 2023 року російські окупанти обстріляли район села. "З 08:25 до 09:20 зафіксовано 18 приходів, імовірно із САУ, в районі н.п. Михальчина Слобода (Чернігівська обл.)" - йдеться у повідомленні.
4 липня 2023 року російські терористи 10 разів відкривали вогонь у бік Чернігівщини. Стріляли із мінометів, САУ та «градів». Всього нарахували майже 110 вибухів. Під вогнем була територія біля сіл Ясна Поляна, Гремʼяч, Буда Воробʼївська, Михальчина Слобода Новгород-Сіверської громади, сіл Зоря, Карповичі, Тимоновичі, Семенівської громади, а також сіл Містки та Клюси Сновської громади.

## Населення

### Мова
Розподіл населення за рідною мовою за даними перепису 2001 року:
| Мова       | Кількість | Відсоток |
| ---------- | --------- | -------- |
| російська  | 304       | 78.15%   |
| українська | 85        | 21.85%   |
| Усього     | 483       | 100%     |